# Tuff och Tuss
Tuff och Tuss och deras vänner var en svensk månatlig barnserietidning från Serieförlaget 1953–1958, och tillika den första helt svenska serietidningen. Den övergick delvis i Cirkus med Tuff och Tuss (11 nummer 1959), som däremot innehöll en del importerat material. Tidningen var avsedd som en prestigeprodukt åt förlaget och var till en början fri från annonser. Utkom även i en tysk version 1954 (Putz und Patz : die Serienzeitschrift).
Varje nummer av tidningen innehöll Gösta Knutssons "Tuff och Tuss" illustrerad av Helga Henschen, Rune Andréassons "Teddys äventyr", Einar Norelius "Jumbo i djungeln", Bertil Almqvists "Barna Hedenhös" och Nils Egerbrandts "Olli". Själva "Tuff och Tuss"-historierna var inte tecknade serier, till skillnad från övriga nämnda inslag. Utöver dessa förekom kåserande redaktionella texter av Gösta Knutsson och Sven Jerring (den senare endast 1953), målarsidor av Barbro Svinhufvud,  tillfälligare sago/serie-inslag och andra förströelsesidor av delvis ytterligare kreatörer.

## Fasta inslag
|                       | Upphovsperson     | Inslag (fetmarkering = tecknad serie) | Från   | Till    |
| --------------------- | ----------------- | ------------------------------------- | ------ | ------- |
|                       | Gösta Knutsson    | brevsida                              | 1953:1 | 1958:12 |
| "Listigt och lustigt" | Gösta Knutsson    |                                       | 1953:1 | 1958:12 |
| "Tuff och Tuss"       | Gösta Knutsson    |                                       | 1953:1 | 1958:12 |
|                       | Helga Henschen    |                                       | 1953:1 | 1958:12 |
|                       | Sven Jerring      | "Goddag flickor och pojkar"           | 1953:1 | 1953:4  |
|                       | Barbro Svinhufvud | "Målarsidan"                          | 1953:1 | 1958:12 |
|                       | Bertil Almqvist   | "Ur Barna Hedenhös' liv och leverne"  | 1953:1 | 1958:12 |
|                       | Einar Norelius    | "Jumbo i djungeln"                    | 1953:1 | 1958:12 |
|                       | Nils Egerbrandt   | "Olli"                                | 1953:1 | 1958:12 |
|                       | Rune Andréasson   | "Teddys äventyr"                      | 1953:1 | 1958:12 |